# Heinz-Lothar Rosengarten
Heinz-Lothar Rosengarten (* 30. September 1936 in Berlin; † 28. Januar 2007) war ein deutscher Politiker der CDU.
Nach dem Schulbesuch machte Rosengarten die Lehre zum Schlosser, die er 1954 mit der Gesellenprüfung abschloss. Er arbeitete daraufhin rund zwanzig Jahre lang als Schlosser und Elektroschweißer. Später besuchte er nach einem Vorbereitungslehrgang die Fachhochschule für Maschinenbau in Berlin-Lichtenberg und verließ diese mit dem Abschluss als Diplom-Ingenieur für Technologie im Maschinenbau. Daraufhin war er als Haupttechnologe, Produktionsdirektor und Sicherheitsingenieur tätig, ehe er 1992 in den Vorruhestand trat.
Rosengarten trat 1990 in die CDU ein, in der er alsbald den Posten des stellvertretenden Kreisvorsitzenden sowie des Delegierten im Landesausschuss und Landesparteitag übernahm. Von 1990 bis 1995 war er Mitglied der Bezirksverordnetenversammlung in Lichtenberg, in der er zunächst Vorsitzender der CDU-Fraktion und danach stellvertretender Vorsteher der BVV war. 1995 wurde er erstmals in das Abgeordnetenhaus von Berlin gewählt, dem er bis 2001 angehörte.